# Харарих (король свевов)
Харарих — король свевов в Галисии (теперь западная Испания и северная Португалия) в приблизительно 550—558/559 годах. При Харарихе началось обращение свевов в ортодоксальное христианство.

## Биография
Григорий Турский был единственным современным этому королю писателем, упоминавшим его в своём труде «Чудеса святого Мартина». Согласно его рассказу, население Галисии в середине VI века сильно страдало от проказы. Жертвой этой болезни стал и сын короля Харариха. Свевы на тот момент исповедовали арианство. Король же, услышав о чудесах исцеления с помощью реликвий святого Мартина, заступника города Тура в стране франков, поклялся, что примет веру святого (то есть никейское христианство), если только его сын будет вылечен. Он даже обещал заплатить за реликвии золотом равным весу его сына. В Тур были отправлены послы за реликвиями и по прибытии их в Галисию, сын короля чудесным образом исцелился. В ознаменование этого и сам король и его придворные приняли ортодоксальную веру.
В том же самом рассказе Григорий отмечал, что в одно и то же время с прибытием в Галисию реликвий святого Мартина, там же высадился и выходец из Паннонии Мартин Брагский, будущий архиепископ Браги и главный деятель обращения народа свевов из арианства в ортодоксальное вероисповедание. Это упоминание Григорием Турским о прибытии Мартина Брагского в Испанию даёт отправную точку для определения времени правления Харариха. Известно, что Мартин умер в 580 году, а до этого он в течение почти тридцати лет вёл свою проповедническую деятельность в Галисии. Следовательно, повествование Григория Турского о чудесном исцелении королевского сына описывает события начала 550-х годов.
Дата окончания правления Харариха не известна. Однако известно о начале правления короля Ариамира в 558 или 559 году. Поддержка никейского вероисповедания во время Ариамира позволяет некоторым историкам отождествлять того с исцелённым сыном Харариха, если только этот рассказ Григория Турского вообще не является вымыслом. Однако, то что франкский историк был современником данных событий и то, что он был епископом именно Тура, где почитался святой Мартин, даёт право сомневаться, что он мог ошибаться.